# Lislet
Cet article possède un paronyme, voir L'Islet.
Pour les articles homonymes, voir Lislet (homonymie).
Lislet est une commune française située dans le département de l'Aisne, en région Hauts-de-France.

## Géographie

### Localisation
- 1Carte dynamique
- 2Carte OpenStreetMap
- 3Carte topographique
- 4Carte avec les communes environnantes

|                            | Montcornet   |  |
|                            | Lislet       |  |
| La Ville-aux-Bois-lès-Dizy | Dizy-le-Gros |  |

Lislet est située à proximité immédiate de Montcornet. Lillet (XIVe siècle), L'Islet, village de l'ancien Laonnois situé sur la rive gauche du Hurtaut. Le village de Lislet jadis entouré de mares d'eau et d'étangs ressemblait à une île. Sol fertile. Il y avait un moulin à eau.

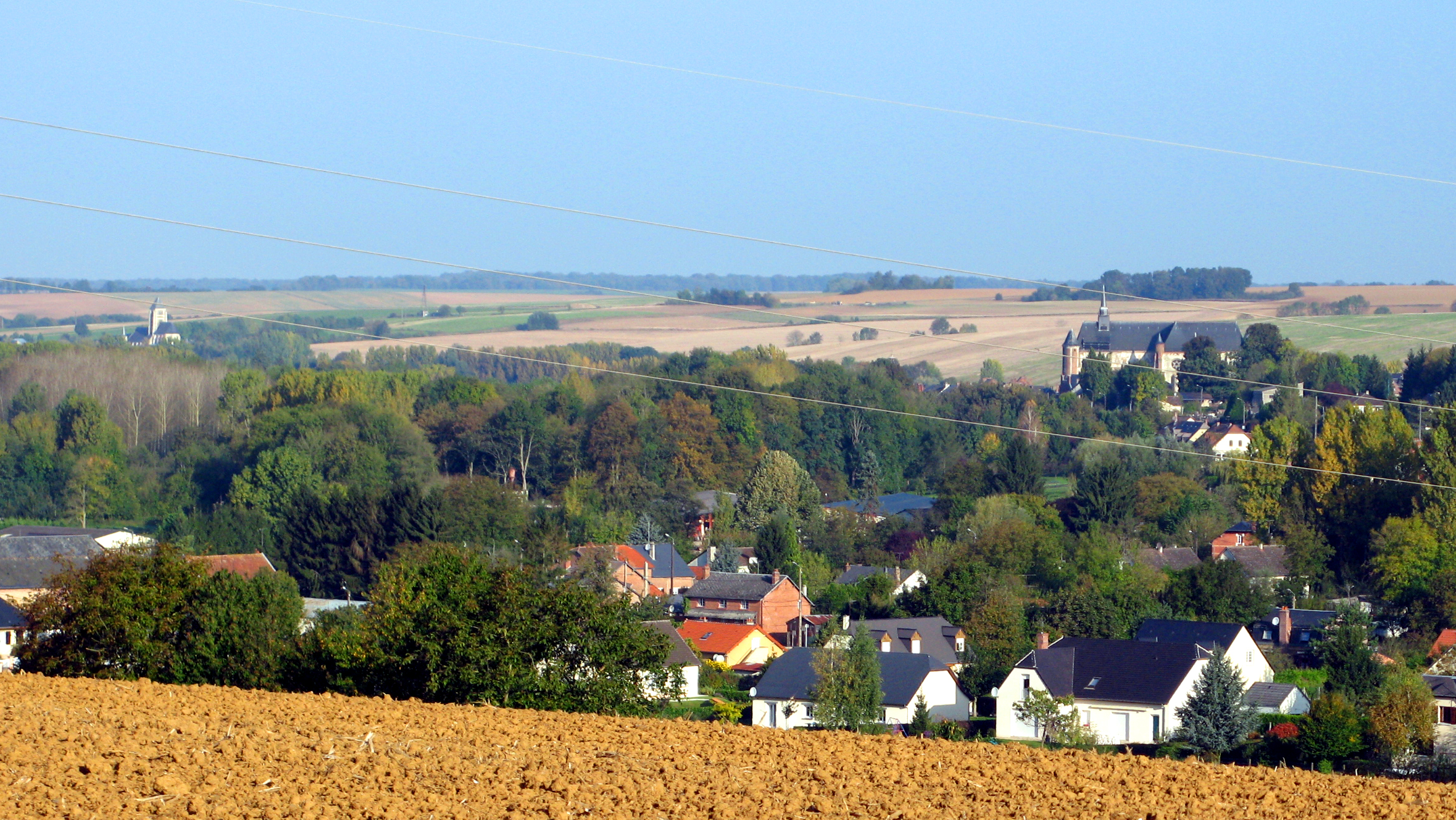
Des hauteurs de Lislet, on voit parfaitement la vallée de la Serre avec les églises de Chaourse et Montcornet.

### Hydrographie
La commune est située dans le bassin Seine-Normandie. Elle est drainée par le Hurtaut et le ruisseau de Soize,,.
L'Hurtaut, d'une longueur de 38 km, prend sa source dans la commune de Signy-l'Abbaye, à 235 mètres d'altitude, et se jette  dans la Serre à Chaourse, après avoir traversé 17 communes.

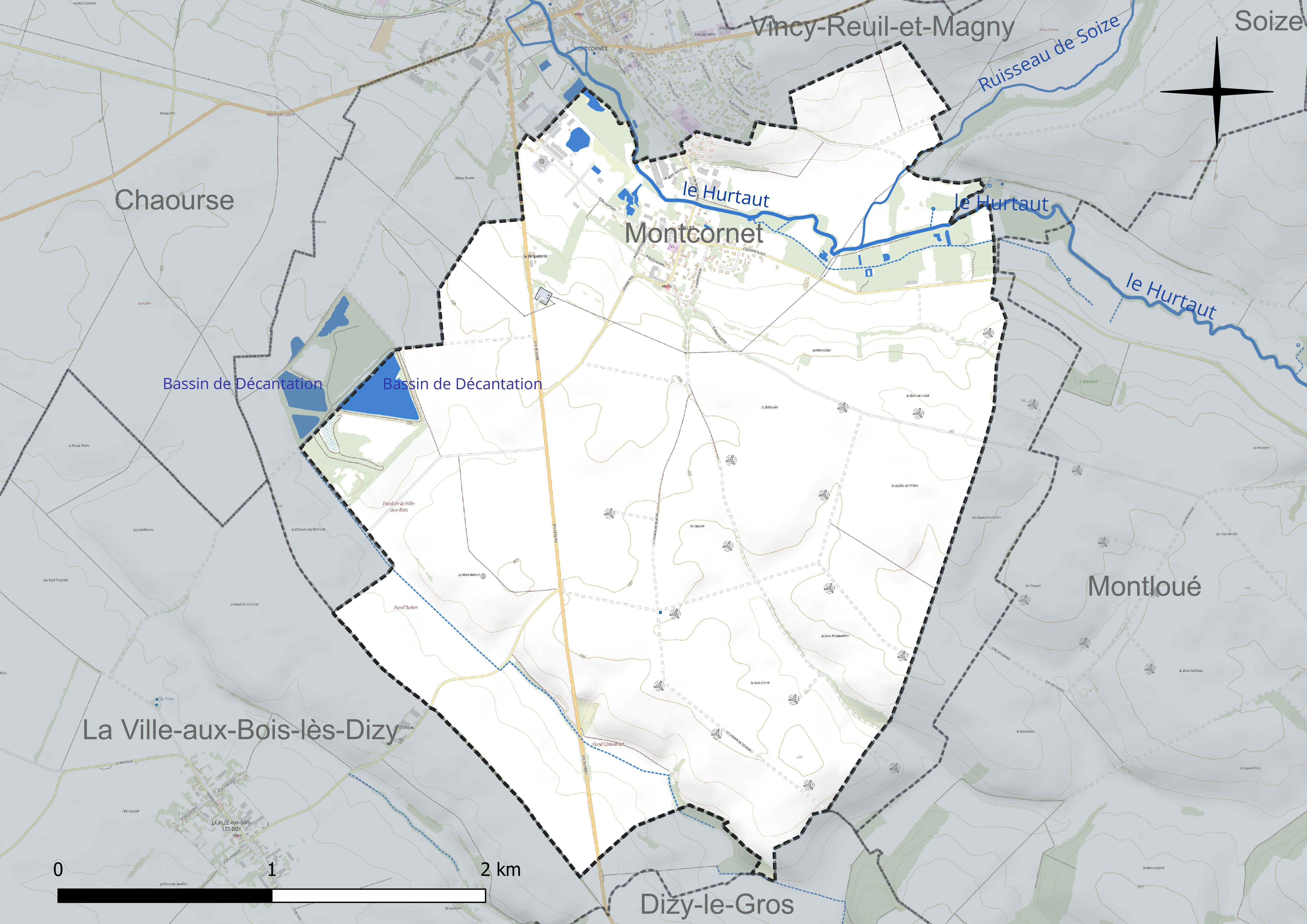
Réseau hydrographique de Lislet.

Un plan d'eau complète le réseau hydrographique : le bassin de décantation, d'une superficie totale de 6 ha (5,7 ha sur la commune),.

### Climat
Pour des articles plus généraux, voir Climat des Hauts-de-France et Climat de l'Aisne.
En 2010, le climat de la commune est de type climat des marges montargnardes, selon une étude du CNRS s'appuyant sur une série de données couvrant la période 1971-2000. En 2020, Météo-France publie une typologie des climats de la France métropolitaine dans laquelle la commune est exposée à un climat océanique altéré et est dans la région climatique Nord-est du bassin Parisien, caractérisée par un ensoleillement médiocre, une pluviométrie moyenne régulièrement répartie au cours de l'année et un hiver froid (3 °C).
Pour la période 1971-2000, la température annuelle moyenne est de 9,8 °C, avec une amplitude thermique annuelle de 15,5 °C. Le cumul annuel moyen de précipitations est de 800 mm, avec 12,5 jours de précipitations en janvier et 9,1 jours en juillet. Pour la période 1991-2020, la température moyenne annuelle observée sur la station météorologique la plus proche, située sur la commune de La Selve à 13 km à vol d'oiseau, est de 10,8 °C et le cumul annuel moyen de précipitations est de 710,7 mm,. Pour l'avenir, les paramètres climatiques de la commune estimés pour 2050 selon différents scénarios d'émission de gaz à effet de serre sont consultables sur un site dédié publié par Météo-France en novembre 2022.

## Urbanisme

### Typologie
Au 1er janvier 2024, Lislet est catégorisée bourg rural, selon la nouvelle grille communale de densité à 7 niveaux définie par l'Insee en 2022.
Elle est située hors unité urbaine et hors attraction des villes,.

### Occupation des sols
L'occupation des sols de la commune, telle qu'elle ressort de la base de données européenne d'occupation biophysique des sols Corine Land Cover (CLC), est marquée par l'importance des territoires agricoles (86,2 % en 2018), une proportion identique à celle de 1990 (86,2 %). La répartition détaillée en 2018 est la suivante : 
terres arables (83,9 %), zones urbanisées (6,4 %), forêts (4,9 %), mines, décharges et chantiers (2,5 %), zones agricoles hétérogènes (2,4 %).
L'évolution de l'occupation des sols de la commune et de ses infrastructures peut être observée sur les différentes représentations cartographiques du territoire : la carte de Cassini (XVIIIe siècle), la carte d'état-major (1820-1866) et les cartes ou photos aériennes de l'IGN pour la période actuelle (1950 à aujourd'hui).

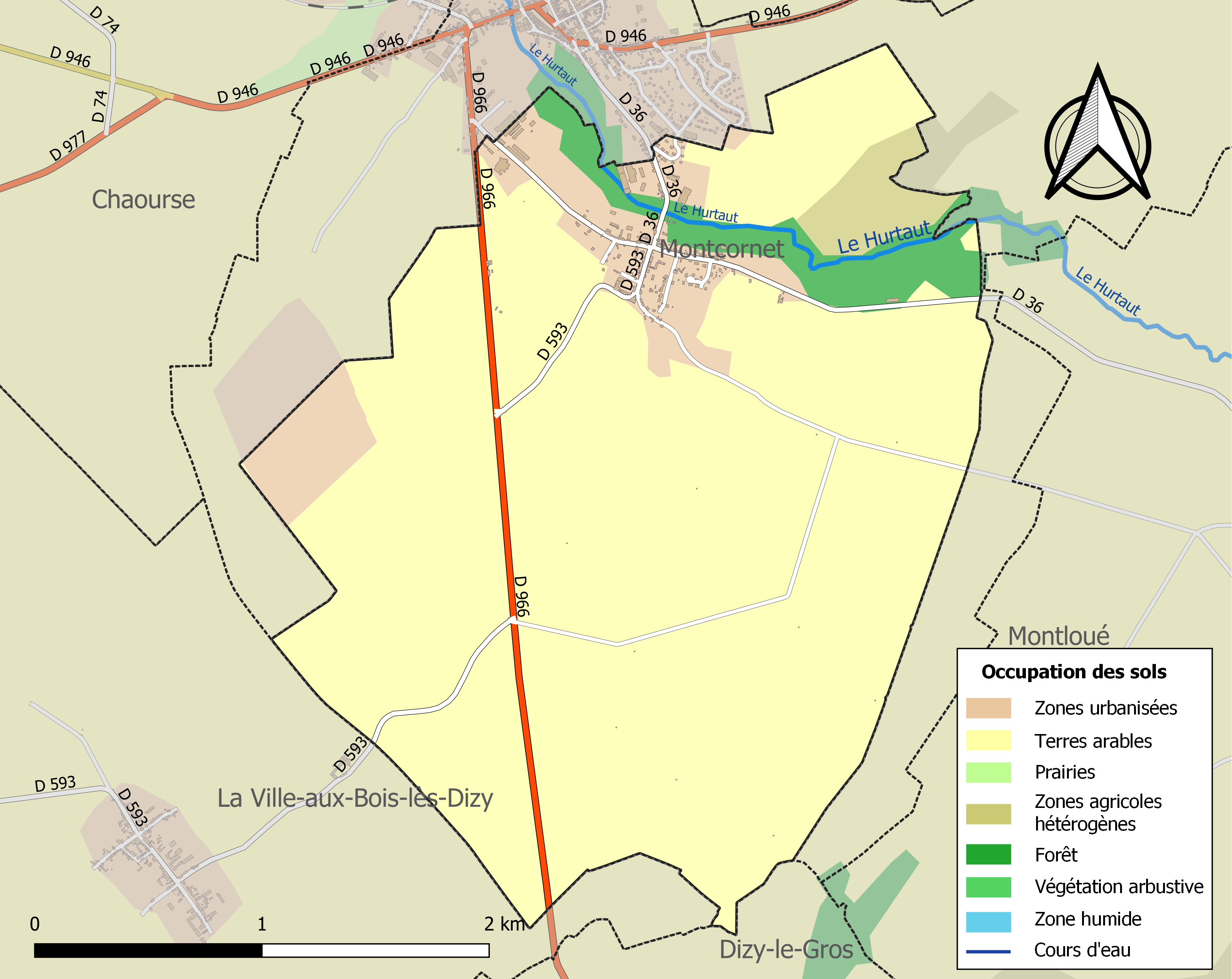
Carte de l'occupation des sols de la commune en 2018 (CLC).

## Toponymie
Le nom de la localité est attesté sous les formes In territorio ville de Lislel (1188) ; Lilet (1326) ; Lillet (1340) ; Lilletum (1340) ; Lillel (1363) ; Lylet (1394) ; Lislet-les-Moncornet-en-Thierache (1630) ; L'Islet (1709).
Lislet représente une formation diminutive, « petite île ». Le suffixe diminutif -ellum a été remplacé tardivement par -ittum. Il faut noter dans ce toponyme l'agglutination de l'article devant la voyelle initiale.

## Histoire
Carte de Cassini

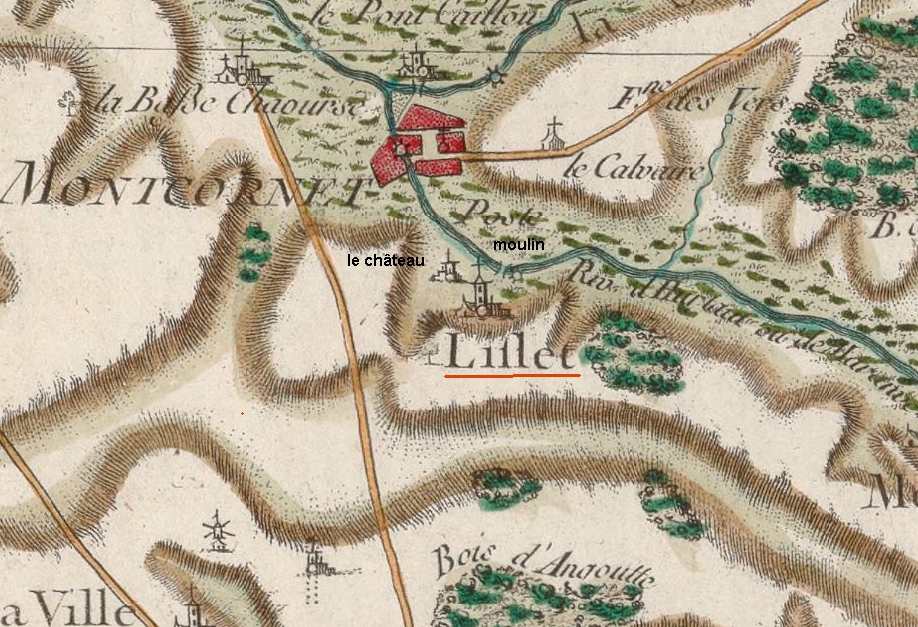
Carte de Cassini du secteur
(vers 1750).

La carte de Cassini montre qu'au XVIIIe siècle, Lislet est une paroisse située sur la rive gauche du Riu d'Hurtaut ou de Maramée. 

Un  moulin à eau, dont les vestiges sont encore présents, est symbolisé par une roue dentée sur la rivière qu'un pont en bois permet de franchir.

Le château  est également représenté.
Autrefois faisait partie du bailliage du Vermandois de la province de Champagne et de la généralité de Soissons.
Avant la révolution, le chapitre de la collégiale de Rozoy, dîmait dans la paroisse pour deux tiers et le curé, pour l'autre tiers. En 1768, la cure valait 525 livres.
Terre de batailles et d'invasions : guerre de Trente Ans, La Fronde, 1815, 1870, guerre 1914-1918 etc. dont la dernière celle de la bataille de Montcornet en 1940 avec le colonel Charles de Gaulle.
Par arrêté préfectoral du 20 décembre 2016, la commune est détachée le 1er janvier 2017 de l'arrondissement de Laon pour intégrer l'arrondissement de Vervins.

## Politique et administration

### Découpage territorial
La commune de Lislet est membre de la communauté de communes des Portes de la Thiérache, un établissement public de coopération intercommunale (EPCI) à fiscalité propre créé le 22 décembre 1997 dont le siège est à Rozoy-sur-Serre. Ce dernier est par ailleurs membre d'autres groupements intercommunaux.
Sur le plan administratif, elle est rattachée à l'arrondissement de Vervins, au département de l'Aisne et à la région Hauts-de-France. Sur le plan électoral, elle dépend du  canton de Vervins pour l'élection des conseillers départementaux, depuis le redécoupage cantonal de 2014 entré en vigueur en 2015, et de la première circonscription de l'Aisne  pour les élections législatives, depuis le dernier découpage électoral de 2010.

### Administration municipale
| Période                                  | Période                       | Identité           | Étiquette | Qualité                                                    |
| ---------------------------------------- | ----------------------------- | ------------------ | --------- | ---------------------------------------------------------- |
| Les données manquantes sont à compléter. |                               |                    |           |                                                            |
| mars 2001                                | mai 2020                      | Jean Lecuyer       | DVG       | Retraité Fonction publique Réélu pour le mandat 2014-2020, |
| mai 2020                                 | En cours (au 12 juillet 2020) | Jean-Michel Potard |           |                                                            |

## Démographie
L'évolution du nombre d'habitants est connue à travers les recensements de la population effectués dans la commune depuis 1793. Pour les communes de moins de 10 000 habitants, une enquête de recensement portant sur toute la population est réalisée tous les cinq ans, les populations de référence des années intermédiaires étant quant à elles estimées par interpolation ou extrapolation. Pour la commune, le premier recensement exhaustif entrant dans le cadre du nouveau dispositif a été réalisé en 2005.

En 2022, la commune comptait 218 habitants, en évolution de −3,96 % par rapport à 2016 (Aisne : −1,97 %, France hors Mayotte : +2,11 %).
| 1793 | 1800 | 1806 | 1821 | 1831 | 1836 | 1841 | 1846 | 1851 |
| ---- | ---- | ---- | ---- | ---- | ---- | ---- | ---- | ---- |
| 162  | 167  | 188  | 205  | 230  | 220  | 236  | 223  | 207  |

| 1856 | 1861 | 1866 | 1872 | 1876 | 1881 | 1886 | 1891 | 1896 |
| ---- | ---- | ---- | ---- | ---- | ---- | ---- | ---- | ---- |
| 219  | 222  | 218  | 234  | 231  | 198  | 190  | 182  | 184  |

| 1901 | 1906 | 1911 | 1921 | 1926 | 1931 | 1936 | 1946 | 1954 |
| ---- | ---- | ---- | ---- | ---- | ---- | ---- | ---- | ---- |
| 195  | 203  | 186  | 115  | 135  | 170  | 195  | 174  | 190  |

| 1962 | 1968 | 1975 | 1982 | 1990 | 1999 | 2005 | 2006 | 2010 |
| ---- | ---- | ---- | ---- | ---- | ---- | ---- | ---- | ---- |
| 224  | 212  | 206  | 237  | 242  | 232  | 245  | 247  | 239  |

| 2015 | 2020 | 2022 | - | - | - | - | - | - |
| ---- | ---- | ---- | - | - | - | - | - | - |
| 227  | 219  | 218  | - | - | - | - | - | - |

## Lieux et monuments
L'église :
l'église Saint-Nicolas, en pierres blanches des carrières de Dizy et en briques pour le soubassement fut construite en 1614.
Après le Concordat, la paroisse de Lislet va rejoindre celle de Montcornet pour l'exercice du culte mais est réhabilitée en novembre 1834. Une cloche fondue en 1741 nommée Henriette Gabrielle (de la Fontaine) et une seconde en 1860 nommée Marie.
Dans la sacristie se trouve une pierre tombale qui porte l'effigie gravée du défunt en costume militaire. Elle se trouvait jusqu'à la fin du XIXe siècle dans la chapelle proche du château de Lislet placée en l'an 1616 en mémoire de Urbain du Dresna, sg de Chollet ou de Néron, sg de Lislet.
L'église fut très endommagée, comme le montrent des photos de l'époque, durant la guerre 1914-1918.
Le château de Lislet :

Depuis de longs siècles, il a dû exister à Lislet une maison seigneuriale. Mien Péon rapporte qu'au-dessus d'une des portes de la grange du château on pouvait lire le millésime 1404 gravé sur une pierre. En creusant dans la cour près de l'entrée principale à une profondeur de deux mètres, on a découvert un pavage très bien conservé, des traces de fondations très étendues se retrouvent sous la même cour.
Quoi qu'il en soit, ce château fut reconstruit presque entièrement en 1729 et 1730 par Jean Gabriel de La Fontaine, à la sollicitation de sa seconde femme Marie Antoinette de Caruel.
Il se composait d'un long bâtiment, flanqué de deux ailes très courtes construit en briques recouvertes d'enduit.
Au mois d'avril 1918, une terrible explosion de munitions allemandes détruisit une partie du village de Lislet et endommagea gravement le château.
Mme de Mussan se propose de le raser pour le remplacer par une villa.
Une plaque à la mémoire des victimes se trouve dans l'église.

## Personnalités liées à la commune
Seigneurie de Lislet :
Jean Gabriel de La Fontaine (fils de Gabriel de la Fontaine décédé en 1728 à l'âge de 80 ans et de Jeanne Catherine de Vignolles, qui eut pour seconde épouse dame Anne Boudinot, veuve de Charles-Louis de Roncin, qui est inhumée en 1703 à Paris dans l'église Saint-Leu Saint-Gilles et dont le cœur fut ramené en mémoire de Lislet), chevalier, seigneur de Lislet, Saint-Clément (Aisne), Livergny, chevalier de l'Ordre Royal et militaire de Saint-Louis, ancien capitaine au régiment royal étranger, gouverneur et lieutenant pour le Roy des ville et citadelle de Laon, né en 1701 et mourut en 1740. Son corps fut inhumé dans l'église de Lislet.
Il épousa dame Charlotte de La Simonne de Saint-Pierre-lès-Franqueville décédée à Lislet l'avant-veille de Noël 1722 peu de temps après la naissance de sa seconde fille et inhumée dans l'église dont Gabrielle Magdeleine née en 1721 à Saint-Pierre-lès-Franqueville et Henriette Gabrielle née à Lislet le 11 octobre 1722.
Henriette Gabrielle, décédée en 1791 au château de Lislet avec la célébration religieuse à l'église malgré cette période tourmentée de la Terreur, avait épousé en l'église de Richecourt le 28 octobre 1750 Nicolas de Facq, chevalier de l'Ordre Royal et militaire de Saint-Louis, officier de cavalerie, lieutenant de Roi de la ville de Vervins en 1766 qui mourut également au château de Lislet en 1781.Il était né à Sévigny Waleppe le 7 avril 1721, fils de Antoine de Facq mort centenaire et inhumé au mois de décembre 1774 dans l'église Saint-Martin de Montcornet et de Louise Vuillaume (fille de Jacques et Appoline de la Forest). Leur première fille Henriette Scholastique de Facq épouse à Lislet en septembre 1774 Noel Michel de Brialmont docteur en médecine de l'université de Reims, né et décédé à Liège dont descendance dans les familles du Chevalier H.van der Maesen au château d'Avionpuits, François Louis de Villelongue, Halkin De Hareng. La seconde fille Augustine Henriette décède à l'âge de quatorze ans et est inhumée dans l'église.

C'est Jean-François de Colnet sieur de Magny de la famille des maîtres de verrerie, fils de Pierre Charles et Apolline de Mussan, époux de M.A.Charlotte Marquette de Marcy, qui acquit de Mme de Brialmont le château en 1801 et l'habita jusqu'en 1830 ainsi que sa fille Bathilde et son gendre Alexandre de Surirey de Saint Remy qui lui succéderont. Il fut également maire de Lislet de 1807 à 1810 et juge de paix du canton de Rozoy. Ernest de Mussan l'acquit en 1920 attiré à Lislet par le souvenir de plusieurs de ses ancêtres.

Jean Gabriel de La Fontaine s'était remarié à Marie Antoinette de Caruel veuve de Gilles de Fay d'Athies, autres illustres familles de Champagne.

Voir également l'ascendance dans la famille Aubert seigneurs de Lislet, dont Adam Aubert qui avait épousé Isabeau de Coucy Vervins, lieutenant général des armées espagnoles et tué à la bataille de Nieuport (et inhumé) le 3 juillet 1600 ou Pierre Aubert auteur du Chemin de Croix à Montcornet, d'où la rue du Calvaire en mémoire, à la suite de son pèlerinage en 1508 à Jérusalem avec son épouse.
blason La Fontaine : « De gueules à la fasce d'or, brisé en chef d'un lambel d'argent ».

La famille La Fontaine par son fief de Belestre (Belaistre) à Neuvizy a la qualité de chevalier de l'ordre de la Sainte Ampoule :
Hubert de La Fontaine, baron, chevalier de l'ordre de la Sainte Ampoule est présent au sacre du roi François II en 1559 et Raoul, son petit-fils, frère de Gabriel, au sacre du roi Louis XIII à Reims le 18 octobre 1610 pour s'acquitter de la charge et des devoirs qu'ils devaient à sa Majesté.
Citons les curés de la paroisse de Lislet et de Soize au XVIIIe siècle : Jean-Louis Jacquier pendant trente-trois ans, Tellier et François Rigault à partir de 1771 et pendant la Révolution.
référence : Maxime de Sars Le Laonnois féodal, tome II